# Sportbetonte Grundschule (Cottbus)
Die Sportbetonte Grundschule ist eine Grundschule im Stadtteil Spremberger Vorstadt der Stadt Cottbus in Brandenburg.

## Geschichte
Sie wurde 1966 als 16. Polytechnische Oberschule gegründet und begann im Jahr 2003 eine Sportorientierung ab der 1. Klasse anzubieten.
Im Jahr 2007 erhielt die Schule mit Unterstützung des brandenburgischen Bildungsministeriums rund 770.000 Euro als Schuldendiensthilfe aus dem Ganztagsprogramm des Bundes „Bundesinvestitionsprogramm Zukunft, Bildung und Betreuung“ für einen ganztagsspezifischen Umbau, welcher vom 26. Mai 2008 bis zum 25. September 2009 währte. Dabei wurde das ehemalige Oberstufenzentrum um- und ausgebaut, das alte Schulgebäude zurückgebaut und ein neuer Sportplatz gestaltet. Die fertige Schule wurde durch Bildungsminister Holger Rupprecht eröffnet.
Auch wurden im Rahmen des Programms „Stadtumbau Ost“ Mittel aus der Städtebauförderung des Landes bereitgestellt.

## Besonderheiten
Im Mittelpunkt der pädagogischen Arbeit steht die Bewegungserziehung.
An drei Tagen in der Woche haben die Sportklassen von 7:30 Uhr bis 9:00 Uhr Training, weshalb der allgemeine Unterricht erst ab 9:30 Uhr beginnt.